# Vitaminstore
Vitaminstore is een Nederlandse verkoper van voedingssupplementen, sportvoeding en natuurcosmetica, met het hoofdkantoor in Amsterdam. Het bedrijf werd in 1998 opgericht door Koert Otten en Alain Vermeulen en is sinds 2021 onderdeel van investeringsmaatschappij Nobel Capital Partners. Vitaminstore hanteert een omnichannel formule met fysieke winkels en een webshop, en staat bekend om persoonlijk advies en begeleiding bij de keuze voor gezondheidsproducten waaronder vitamines, mineralen en andere supplementen. Per 2025 melden vakmedia dat de keten ongeveer twintig winkels in Nederland heeft.

## Geschiedenis
De eerste winkel van Vitaminstore werd in 1998 geopend in Amsterdam (Osdorpplein). In de jaren daarna breidde de keten uit naar meerdere steden, met name in de Randstad, en werd de online verkoop via de webshop geïntroduceerd.  
In 2021 werd Vitaminstore overgenomen door Nobel Capital Partners. Bij de overname had de onderneming circa 32 winkels en ongeveer honderd medewerkers, terwijl de oprichters Otten en Vermeulen betrokken bleven bij de bedrijfsvoering.
In december 2024 trad CEO Eduard Brenninkmeijer terug; mede-oprichter Koert Otten nam de leiding over.

## Activiteiten
Vitaminstore verkoopt een breed assortiment aan voedingssupplementen, (sport)voeding en natuurcosmetica. De keten combineert fysieke winkels met een webshop en biedt advies op maat via getrainde health coaches. Volgens branchepublicaties onderscheidt het bedrijf zich door het integreren van persoonlijke begeleiding in zowel de winkelervaring als de online klantreis.
Daarnaast investeert Vitaminstore in digitalisering en logistieke technologie om de integratie tussen online en offline kanalen te versterken.

## Producten en merken
Het assortiment bestaat uit zowel (internationale) topmerken als een eigen merk.  
Eigen merk
- Vitaminstore merk – wetenschappelijk onderbouwd, unieke formules, ingrediënten die elkaar versterken, optimaal opneembaar en, waar mogelijk, voorzien van keurmerken.[6]

Andere merken
- Supplementen: o.a. Solgar, Vitakruid, Vitals, Orthica, Bonusan, Essential Organics en AOV
- Clean beauty: o.a. Caudalie, Dr. Hauschka, MÁDARA, Weleda en HappySoaps

## Publieke waardering
Volgens Trustpilot had Vitaminstore eind juli 2025 een gemiddelde beoordeling van 4,6 uit 5, gebaseerd op ongeveer 36.000 reviews, met een ruime meerderheid van vijfsterrenbeoordelingen en positieve feedback over leveringssnelheid en klantenservice.

## Prijzen en erkenning
In 2024 won Vitaminstore bij de Emerce-verkiezing Website van het Jaar de publieksprijs 'Populairste website' in de categorie 'Wellbeing & Fitness'. De award benadrukte zowel het online bereik als de klantwaardering.

## Missie en visie
Volgens de eigen communicatie wil Vitaminstore met persoonlijk advies, hoogwaardige supplementen en inspirerende tips over voeding, beweging, balans en bescherming klanten helpen om gezonde keuzes te maken. De visie richt zich op het ondersteunen van een fit en vitaal leven voor iedereen, waarbij persoonlijke begeleiding centraal staat.

## Winkels en organisatie
Het hoofdkantoor bevindt zich in Amsterdam. Vitaminstore heeft per 2025 ongeveer twintig winkels verspreid over Nederland en bedient klanten ook via de webshop. De organisatie telt ongeveer honderd medewerkers.

## Eigenaren en bestuur
Sinds 2021 is Vitaminstore eigendom van Nobel Capital Partners. In 2023 en 2024 werden wijzigingen in de directie gemeld door vakmedia.